# Colonna monumentale

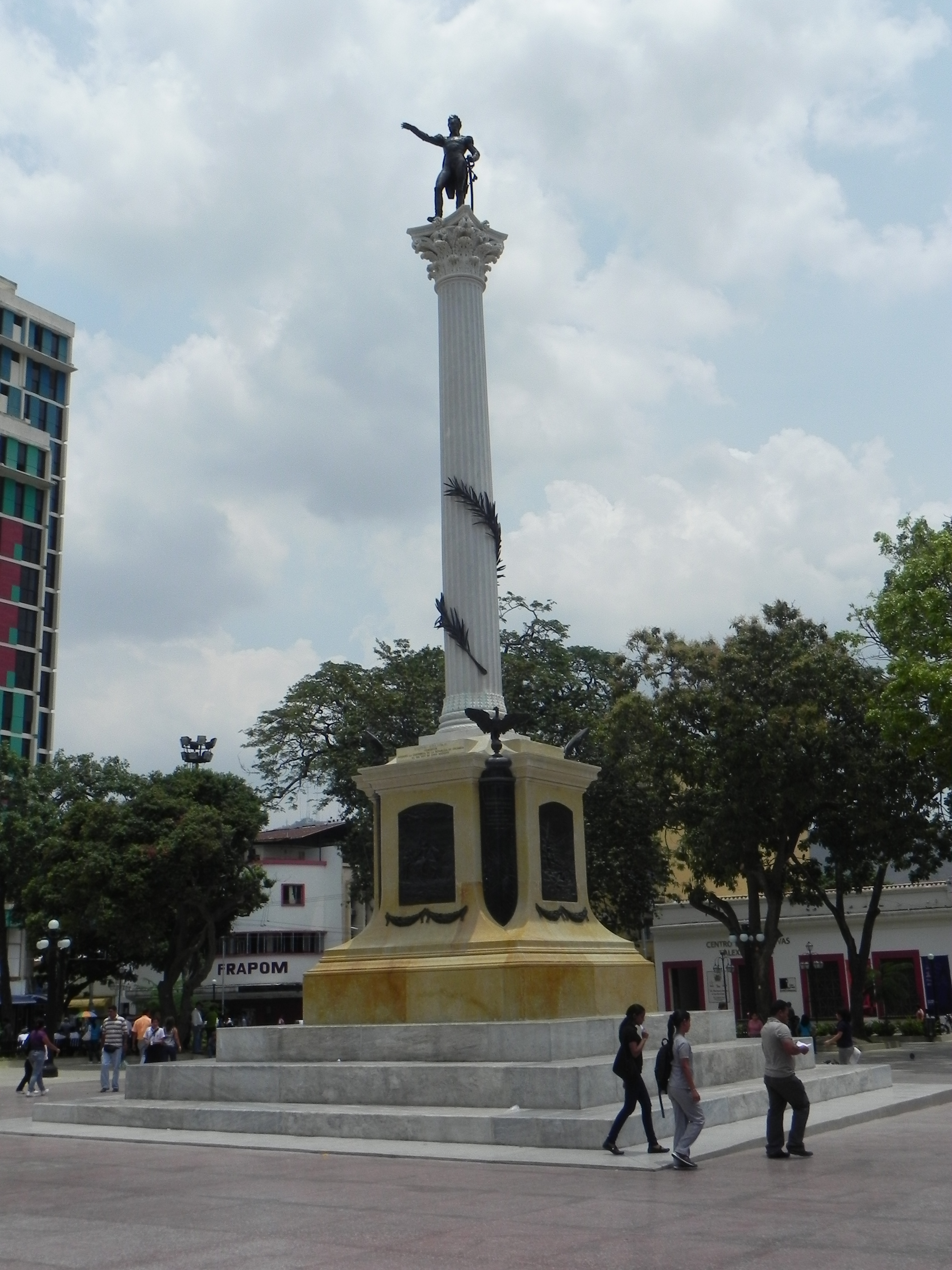
Colonna monumentale di Plaza Bolívar a Valencia, in Venezuela

Una colonna monumentale è un tipo di monumento affermatosi nell'arte romana e consistente in una colonna isolata conforme ai canoni degli ordini architettonici, e sovrastata da una statua di un personaggio storico che si vuole celebrare, o di una figura allegorica.
Un particolare tipo di colonna monumentale è la colonna coclide, i cui primi e più celebri esempi sono la Colonna Traiana e la colonna di Marco Aurelio, a Roma. 
Non era coclide, invece, la colonna Antonina, di cui ci sono pervenuti solo alcuni elementi, e la colonna di Foca, l'ultimo monumento ad essere posto del Foro Romano.
In epoca medievale il modello di colonna monumentale fu ripreso, ma si diffuse soprattutto la tendenza ad apporvi in cime, in luogo di una statua, una croce, a richiamare particolari eventi religiosi verificatisi nel luogo dell'apposizione.
Diverse colonne monumentali simili al modello classico furono innalzate a Roma durante il potere temporale dei Papi, spesso riutilizzando colonne superstiti di antichi edifici, ponendoci in cima statue di santi. Un esempio in tal senso, tra i tanti, è il monumento all'Immacolata Concezione in Piazza di Spagna, riutilizzando una un'antica colonna trovata alla fine del XVIII secolo.
Il Neoclassicismo diffuse la tipologia monumentale secondo cui la colonna aveva la funzione di innalzare la statua di un eroe.